# Церовиця (Шмартно-при-Літії)
Церовиця (словен. Cerovica) — поселення в общині Шмартно-при-Літії, Осреднєсловенський регіон, Словенія. 
Висота над рівнем моря: 317,4 м.